# KNVB beker 2023-2024
La KNVB Beker 2023-2024, anche nota come TOTO KNVB Beker 2023-2024 per motivi di sponsorizzazione, è la 106ª edizione della KNVB beker di calcio, con inizio il 12 agosto 2023 e finale che si è giocata il 21 aprile 2024 allo stadio De Kuip di Rotterdam. Il PSV è la squadra campione in carica.

## Formula del torneo
| Turno                     | Sorteggio         | Date                       |
| ------------------------- | ----------------- | -------------------------- |
| Primo turno preliminare   | 4 luglio 2023     | 12-13 agosto 2023          |
| Secondo turno preliminare | 15 agosto 2023    | 19-21 settembre 2023       |
| Primo Turno               | 23 settembre 2023 | 31 ottobre-2 novembre 2023 |
| Secondo Turno             | 4 novembre 2023   | 19-21 dicembre 2023        |
| Ottavi di finale          | 23 dicembre 2023  | 16-18 gennaio 2024         |
| Quarti di Finale          | 20 gennaio 2024   | 6-8 febbraio 2024          |
| Semifinali                | 10 febbraio 2024  | 27-29 febbraio 2024        |
| Finale                    | 10 febbraio 2024  | 21 aprile 2024             |

## Primo turno preliminare
| Squadra 1        | Risultato       | Squadra 2      |
| ---------------- | --------------- | -------------- |
| 12 agosto 2023   |                 |                |
| Barendrecht      | 2 - 1           | Genemuiden     |
| Eemdijk          | 5 – 0           | VV Bunde       |
| HSV Hoek         | 3 – 2           | SteDoCo        |
| SV Nieuwkoop     | 0 – 2           | RKAVV          |
| SJC              | 2 – 1           | SV Bon Boys    |
| Apeldoorn        | 5 – 1           | ODIN '59       |
| DVS '33          | 1 - 0           | Urk            |
| IJsselmeervogels | 2 – 1           | TOG            |
| Kloetinge        | 6 – 0           | CSV BOL        |
| Sparta Nijkerk   | 2 – 0           | Sneek          |
| TEC VV           | 1 – 1 (3-2 dtr) | DOVO           |
| VVSB             | 3 – 3 (4-3 dtr) | Rijnvogels     |
| AWC              | 1 – 2           | Staphorst      |
| AGB              | 1 – 2           | Olde Veste     |
| DEM              | 1 – 0           | Xerxes         |
| GVV Unitas       | 4 – 0           | Blauw-Wit      |
| HSC '21          | 3 – 4           | Harkemase Boys |
| Purmersteijn     | 0 – 2           | Sportlust '46  |
| USV Hercules     | 2 – 1           | Berkum         |
| Veensche Boys    | 1 – 2           | HVC            |
| VV Baronie       | 0 – 1           | Hoogeveen      |
| RKVV Zwaluw      | 1 – 5           | Scherpenzeel   |
| OJC Rosmalen     | 5 – 1           | OSS '20        |
| 13 agosto 2023   |                 |                |
| Avanti '31       | 0 – 3           | Meerssen       |
| Jubbega          | 3 – 5           | UNA            |
| Westlandia       | 3 – 1           | Quick 1888     |
| Groene Ster      | 6 – 0           | RKSV Groen Wit |
| Kampong          | 2 – 4           | Gemert         |
| RKSV Nuenen      | 4 – 2           | VV Chevremont  |

## Secondo turno preliminare
| Squadra 1         | Risultato       | Squadra 2           |
| ----------------- | --------------- | ------------------- |
| 19 settembre 2023 |                 |                     |
| Spakenburg        | 1 - 0           | Scherpenzeel        |
| SVV Scheveningen  | 2 – 1           | HSV Hoek            |
| DEM               | 3 – 1           | Sportlust '46       |
| GVVV              | 5 – 2           | Barendrecht         |
| Apeldoorn         | 1 – 3           | OJC Rosmalen        |
| Eemdijk           | 3 – 2           | Harkemase Boys      |
| Sparta Nijkerk    | 4 – 2           | GVV Unitas          |
| d'Olde Veste      | 0 – 2           | Noordwijk           |
| DVS '33           | 0 – 2           | IJsselmeervogels    |
| RKAV Volendam     | 3 – 0           | Westlandia          |
| 20 settembre 2023 |                 |                     |
| VVSB              | 1 – 2           | UNA                 |
| SV TEC            | 2 – 0           | Meerssen            |
| RKSV Nuenen       | 0 – 0 (2-3 dtr) | Excelsior Maassluis |
| ACV               | 1 – 5           | USV Hercules        |
| ADO '20           | 0 – 1           | Quick Boys          |
| SJC               | 0 – 0 (4-3 dtr) | Gemert              |
| HVC               | 1 – 3           | De Treffers         |
| Groene Ster       | 1 – 0           | Kozakken Boys       |
| Lisse             | 1 – 0           | Blauw Geel '38      |
| Hoogeveen         | 3 – 0           | Staphorst           |
| Kloetinge         | 1 – 3           | Koninklijke HFC     |

## Primo turno
Al primo turno partecipano le 21 vincitrici del secondo turno preliminare, 4 squadre dei campionati amatoriali, le 16 squadre dell'Eerste Divisie 2023-2024 e 13 squadre dell'Eredivisie 2023-2024.
| Squadra 1           | Risultato       | Squadra 2        |
| ------------------- | --------------- | ---------------- |
| 31 ottobre 2023     |                 |                  |
| De Graafschap       | 2 - 0           | Emmen            |
| De Treffers         | 4 - 0           | UNA              |
| Groene Ster         | 0 - 1           | Vitesse          |
| GVVV                | 1 - 0           | Telstar          |
| Heerenveen          | 5 - 1           | VVV-Venlo        |
| Koninklijke HFC     | 1 - 4 (dts)     | Go Ahead Eagles  |
| Lisse               | 1 - 3           | Dordrecht        |
| Noordwijk           | 0 - 1           | ADO Den Haag     |
| Quick Boys          | 1 - 0           | NAC Breda        |
| OJC Rosmalen        | 1 - 8           | Almere City      |
| Spakenburg          | 3 - 1           | Helmond Sport    |
| Utrecht             | 3 - 2           | RKC Waalwijk     |
| 1 novembre 2023     |                 |                  |
| HHC                 | 2 - 0           | Heracles Almelo  |
| AFC                 | 1 - 0           | PEC Zwolle       |
| DEM                 | 3 - 1           | Hoogeveen        |
| IJsselmeervogels    | 0 - 2           | Sparta Rotterdam |
| Katwijk             | 5 - 0           | TEC VV           |
| Rijnsburgse Boys    | 0 - 1           | Groningen        |
| RKAV Volendam       | 5 - 0           | Eemdijk          |
| SVV Scheveningen    | 0 - 0 (3-4 dtr) | USV Hercules     |
| Sparta Nijkerk      | 0 - 1           | Fortuna Sittard  |
| Den Bosch           | 1 - 2 (dts)     | Excelsior        |
| 2 novembre 2023     |                 |                  |
| Cambuur             | 4 - 1           | MVV              |
| OSS '20             | 0 - 1           | Eindhoven        |
| SJC                 | 1 - 3           | Willem II        |
| N.E.C.              | 5 - 3           | Roda JC          |
| 16 novembre 2023    |                 |                  |
| Excelsior Maassluis | 1 - 0           | Volendam         |

## Secondo turno
Al primo turno partecipano le 27 vincitrici del secondo turno preliminare e le 5 squadre dell'Eredivisie 2023-2024 che partecipano ad una coppa europea.
| Squadra 1        | Risultato   | Squadra 2           |
| ---------------- | ----------- | ------------------- |
| 19 dicembre 2023 |             |                     |
| Quick Boys       | 2 - 0       | De Graafschap       |
| Eindhoven        | 0 - 2       | Fortuna Sittard     |
| Spakenburg       | 2 - 3 (dts) | Excelsior           |
| Dordrecht        | 0 - 3       | Cambuur             |
| DEM              | 0 - 1       | Excelsior Maassluis |
| Willem II        | 1 - 3       | Groningen           |
| 20 dicembre 2023 |             |                     |
| ADO Den Haag     | 2 - 0       | Sparta Rotterdam    |
| GVVV             | 1 - 6       | N.E.C.              |
| RKAV Volendam    | 0 - 1       | AFC                 |
| HHC              | 2 - 3 (dts) | AZ Alkmaar          |
| Feyenoord        | 2 - 1       | Utrecht             |
| 21 dicembre 2023 |             |                     |
| USV Hercules     | 3 - 2       | Ajax                |
| Go Ahead Eagles  | 7 - 1       | De Treffers         |
| Katwijk          | 1 - 2       | Almere City         |
| Vitesse          | 1 - 0       | Heerenveen          |
| PSV              | 3 - 1       | Twente              |

## Ottavi di finale
| Squadra 1           | Risultato       | Squadra 2       |
| ------------------- | --------------- | --------------- |
| 16 gennaio 2024     |                 |                 |
| Excelsior Maassluis | 1 - 2           | ADO Den Haag    |
| Excelsior           | 0 - 2           | Groningen       |
| AZ Alkmaar          | 3 - 3 (4-2 dtr) | Quick Boys      |
| 17 gennaio 2024     |                 |                 |
| N.E.C.              | 2 - 1           | Go Ahead Eagles |
| Almere City         | 1 - 2           | Fortuna Sittard |
| 18 gennaio 2024     |                 |                 |
| Vitesse             | 1 - 0           | AFC             |
| 24 gennaio 2024     |                 |                 |
| Feyenoord           | 1 - 0           | PSV             |
| 25 gennaio 2024     |                 |                 |
| USV Hercules        | 3 - 4 (dts)     | Cambuur         |

## Quarti di finale
| Squadra 1       | Risultato       | Squadra 2       |
| --------------- | --------------- | --------------- |
| 6 febbraio 2024 |                 |                 |
| N.E.C.          | 3 - 0           | ADO Den Haag    |
| 7 febbraio 2024 |                 |                 |
| Cambuur         | 3 - 1           | Vitesse         |
| Feyenoord       | 2 - 0           | AZ Alkmaar      |
| 8 febbraio 2024 |                 |                 |
| Groningen       | 0 - 0 (4-3 dtr) | Fortuna Sittard |

## Semifinali
| Squadra 1        | Risultato   | Squadra 2 |
| ---------------- | ----------- | --------- |
| 27 febbraio 2024 |             |           |
| Cambuur          | 1 - 2 (dts) | N.E.C.    |
| 29 febbraio 2024 |             |           |
| Feyenoord        | 2 - 1       | Groningen |

## Finale
| Arbitro: | Gözübüyük |

|            |           |  |
| Paixão 59’ | Marcatori |  |